# Araberen
Araberen (originaltitel The Arab) er en amerikansk stumfilm fra 1924 af Rex Ingram.

## Medvirkende
- Ramon Novarro som Jamil Abdullah Azam
- Alice Terry som Mary Hilbert
- Max Maxudian
- Jean de Limur som Hossein
- Paul Vermoyal som Iphraim
- Adelqui Migliar som Abdullah
- Florica Alexandresco som Oulad Nile
- Justa Uribe som Myrza